# 발렌시아 오렌지

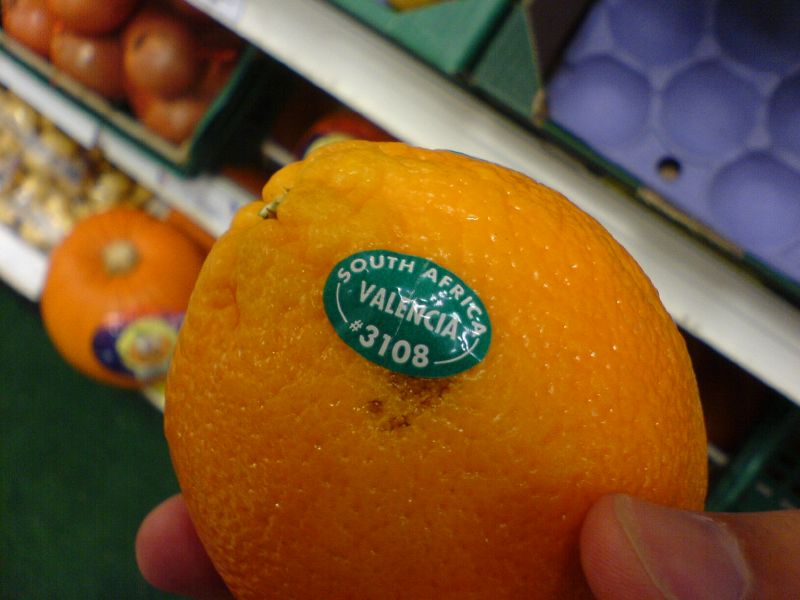
발렌시아 오렌지

발렌시아 오렌지(Valencia orange)는 스페인 발렌시아의 유명한 오렌지에서 이름을 딴 재배품종 당귤나무이다. 북아메리카 미국 남부 캘리포니아 샌타애나에 있는 농장에서 19세기 중반 선구적인 미국 농업경제학자이자 토지 개발업자인 윌리엄 울프스킬이 처음으로 잡종 교배했다.

## 역사

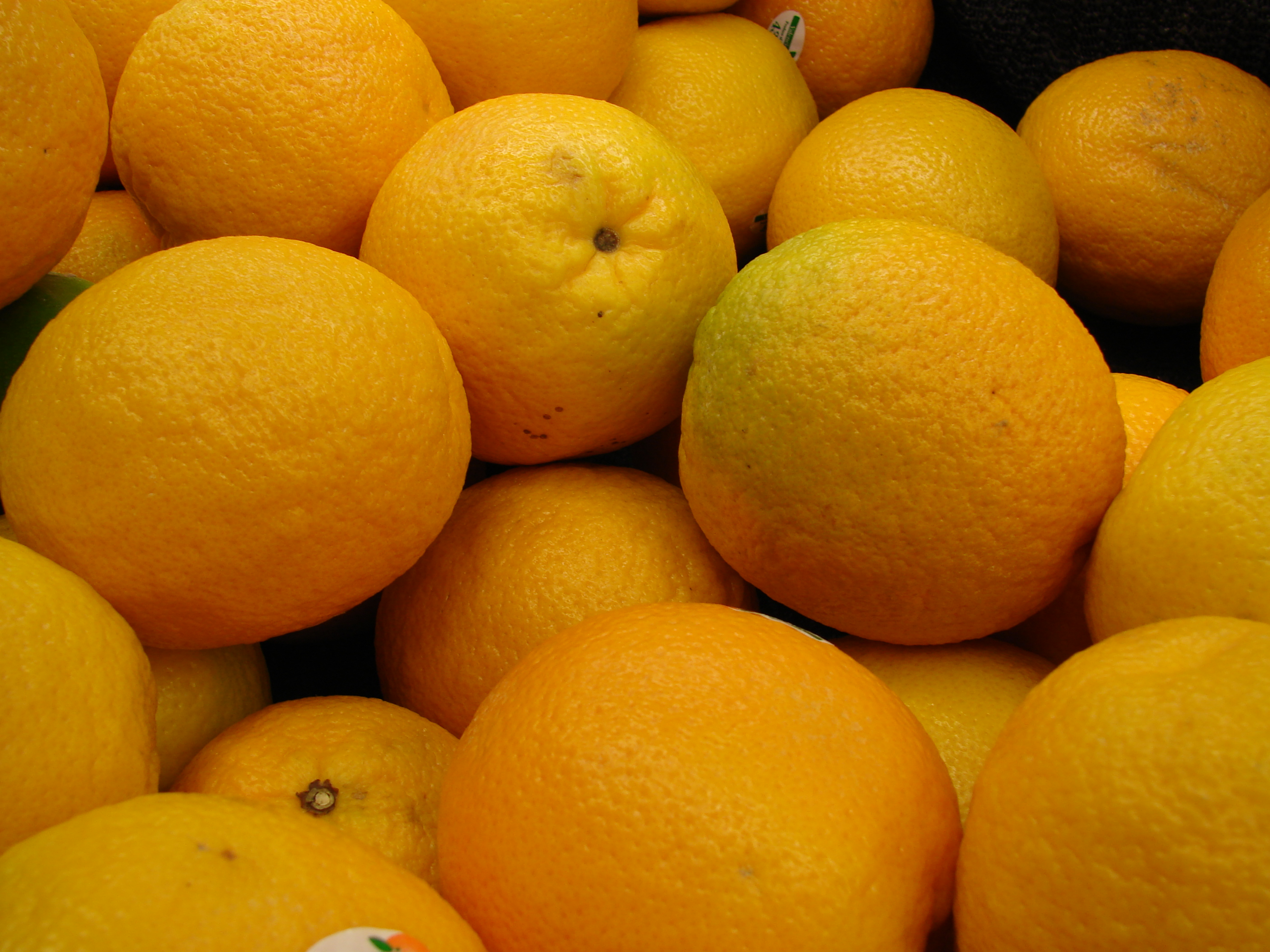
판매 중인 발렌시아 오렌지

윌리엄 울프스킬 (1798–1866)은 켄터키에서 태어나 미주리에서 자란 미국인이다. 그는 20대인 1820년대에 산타페 뉴멕시코에서 모피 사냥꾼으로 일하며 당시 여전히 멕시코의 일부였던 캘리포니아로 이주하면서 멕시코 시민이 되었다. 그는 멕시코 정부의 규칙에 따라 귀화한 멕시코 시민으로서 토지 보조금을 받았다. 그는 수많은 포도원과 포도 품종을 경작했으며 이 지역에서 가장 큰 와인 생산자였다. 그는 계속해서 땅을 사들였고 나중에는 양 목장과 광범위한 감귤 과수원도 개발했다. 그는 잡종 교배한 발렌시아 오렌지(단 오렌지)를 단 오렌지 나무로 유명한 스페인 발렌시아의 이름을 따서 명명했다.
울프스킬은 1866년 사망하기 전에 특허받은 발렌시아 잡종을 어바인 목장 주인에게 팔았고, 그들은 거의 절반의 토지에 이 품종을 심었다. 남부 캘리포니아에서 이 작물의 성공으로 캘리포니아 발렌시아라는 이름이 붙여졌다.  미국에서 가장 인기 있는 오렌지 주스 오렌지가 되었다.
20세기 중반, 플로리다주 식물학자 레나 B. 스미더스 휴즈는 바이러스 없는 접순 생산을 위한 품종을 개발하여 발렌시아 오렌지에 큰 개선을 이루었다. 이는 1983년까지 휴즈 발렌시아 접목 품종이 플로리다에서 재배되는 전체 발렌시아 오렌지의 약 60%를 차지할 정도로 성공적이었다.
1988년, 벤투라군의 멀린 스미스라는 여성은 이웃이 자신의 나무를 독살하고 있다고 의심하여 지역 농장 조언자에게 연락했다. 조사 결과 일반 발렌시아 오렌지 나무의 색소 눈 변이인 것으로 밝혀졌다. 내부가 빨간색인 '스미스 레드 발렌시아' 오렌지 재배품종은 이제 그녀의 이름을 따서 명명되었다.

## 설명
주로 가공 및 오렌지 주스 생산을 위해 재배되는 발렌시아 오렌지는 열매 하나당 0개에서 9개까지 다양한 씨앗을 가지고 있다. 뛰어난 맛과 속 색상으로 인해 생과일 시장에서도 인기가 높다. 열매의 평균 지름은 2.7 to 3 인치%s이고, 96 그램 (%s) 무게의 이 열매 조각은 45칼로리와 9그램의 설탕을 가지고 있다. 개화 후 보통 나무에 오래된 것과 새로운 것 두 가지 작물이 열린다. 플로리다에서의 상업적인 수확 시즌은 3월부터 6월까지이다. 전 세계적으로 발렌시아 오렌지는 여름에 제철인 유일한 오렌지 품종으로 높이 평가받는다.
2012년에 오렌지의 유전체가 해독되었으며, 29,445개의 단백질 코딩 유전자를 가지고 있는 것으로 밝혀졌다. 또한 단 오렌지가 포멜로와 감귤나무 사이의 역교배 잡종에서 유래한 것으로 밝혀졌다.
발렌시아 오렌지는 배주가 수정되었거나 수정되지 않은 조건 모두에서 배지성 단위생식을 겪는다.

## 재배품종

### 햄린
이 재배품종은 A. G. 햄린이 1879년 플로리다주 글렌우드 근처에서 발견했다. 열매는 작고 부드러우며 색깔이 강하지 않고 즙이 많으며, 특히 레몬 대목에서 나온 열매는 옅은 노란색 즙을 가지고 있다. 열매는 씨가 없거나 작은 씨를 여러 개 포함할 수 있다. 나무는 수확량이 많고 내한성이 있으며 품질 좋은 열매를 생산하며, 10월부터 12월까지 수확된다. 습윤한 아열대 기후에서 잘 자란다. 더 시원하고 건조한 지역에서는 나무가 상업적으로 사용하기에는 너무 작은 열매를 생산한다. 해먹이나 소나무 숲으로 덮인 지역의 과수원 나무는 신 오렌지 나무에 방패눈 접목으로 접목되며, 이는 고형분 함량을 높이는 방법이다. 모래에서는 거친 레몬 대목에 접목된다. 햄린 오렌지는 플로리다에서 가장 인기 있는 오렌지 주스 오렌지 중 하나였으며 주요 조기 시즌 오렌지 주스 오렌지로 파슨 브라운 품종을 대체했다.

### 기타 발렌시아

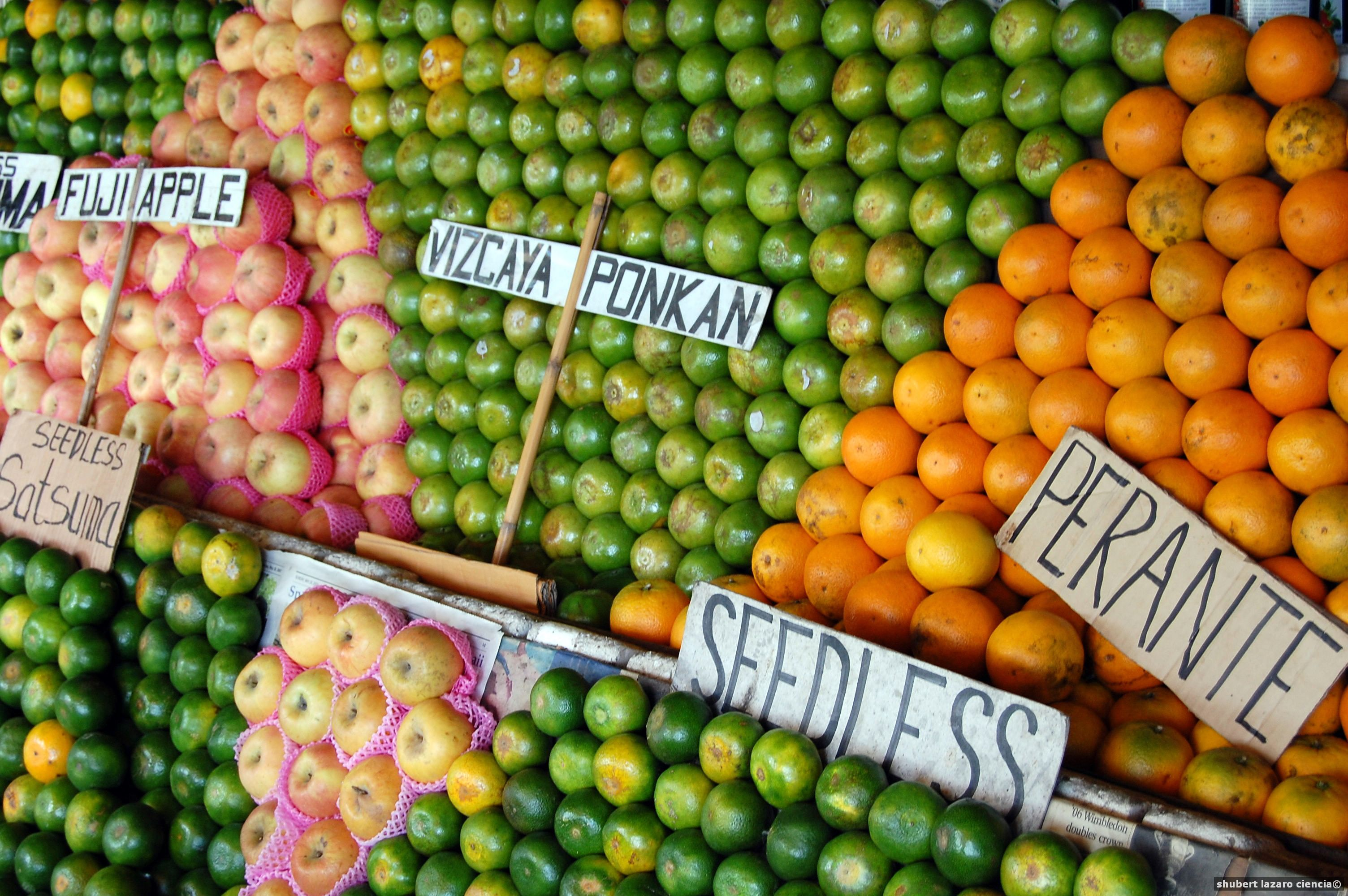
필리핀 시장에서 판매되는 다양한 오렌지

- 바히아: 브라질과 우루과이에서 재배된다
- 발리: 인도네시아 발리에서 재배된다. 다른 오렌지보다 크다
- 벨라도나: 이탈리아에서 재배된다
- 베르나: 주로 스페인에서 재배된다
- 비온도 코무네("보통 금발"): 지중해 분지, 특히 북아프리카, 이집트, 그리스(그리스에서는 "코이네스"라고 불린다), 이탈리아(이탈리아에서는 "리시오"라고도 알려져 있다), 스페인에서 널리 재배된다; "벨레디"와 "노스트랄레"라고도 불린다;[8] 이탈리아에서 이 품종은 경쟁 품종인 타로코보다 이른 12월에 익는다[9]
- 비온도 리치오: 이탈리아에서 재배된다
- 병귤: 대한민국 제주도에서 재배된다
- 카다네라: 알제리, 모로코, 스페인에서 재배되는 씨 없는 오렌지로 맛이 뛰어나다; 11월에 익기 시작하며 카데나 피나, 카데나 신 후에도, 프레코스 데 발렌스("발렌시아 조생종"), 프레코스 데스 카나리에스, 발렌스 산 페핀스("씨 없는 발렌시아")와 같은 다양한 상표명으로 알려져 있다;[8] 1870년 스페인에서 처음 재배되었다[10]
- 칼라브레스 또는 칼라브레스 오발레: 이탈리아에서 재배된다
- 카르발할: 포르투갈에서 재배된다
- 카스텔라나: 스페인에서 재배된다
- 차르무트: 브라질에서 재배된다
- 체리 오렌지: 중국 남부와 일본에서 재배된다
- 클라노어: 남아프리카에서 재배된다
- 돔 주앙: 포르투갈에서 재배된다
- 후쿠하라: 일본에서 재배된다
- 가드너: 플로리다에서 재배되는 이 중생종 오렌지는 2월 초순에 익으며, 미드스위트 품종과 거의 같은 시기이다; 가드너는 선스타와 미드스위트만큼 강건하다[11]
- 호모사사: 플로리다에서 재배된다
- 야파 오렌지: 중동에서 재배되며 "샤무티"라고도 알려져 있다
- 조파: 남아프리카와 텍사스에서 재배된다
- 케트말리: 이스라엘과 레바논에서 재배된다

- 코나: 1792년 조지 밴쿠버 선장이 하와이에 도입한 발렌시아 오렌지 품종이다; 19세기 수십 년 동안 이 오렌지는 하와이 빅 아일랜드 코나 지구의 주요 수출품이었다; 카일루아-코나에는 원래 품종 중 일부가 여전히 열매를 맺고 있다
- 리마: 브라질에서 재배된다
- 루 김 공: 플로리다에서 재배되는 이 초기 접목 품종은 "감귤 천재"로 알려진 중국 이민자 루 김 공이 개발했다; 1888년 루는 하트 레이트 발렌시아와 지중해 스위트 오렌지 두 품종을 교차 수분하여 달콤하고 서리에 강한 열매를 얻었다; 이 품종은 글렌 세인트 메리 묘목장에서 증식되었고, 1911년 미국 원예학회로부터 은 와일더 메달을 받았다;[6][12] 원래는 잡종으로 여겨졌지만, 루 김 공 오렌지는 나중에 발렌시아 유형의 배지성 실생으로 밝혀졌으며,[6] 정식 명칭은 루 김 공이다; 2006년부터 루 김 공 품종은 플로리다에서 재배되지만, 일반적인 발렌시아라는 이름으로 판매된다
- 마케테라: 스페인에서 재배되며 독특한 맛으로 유명하다

- 몰타: 파키스탄에서 재배된다

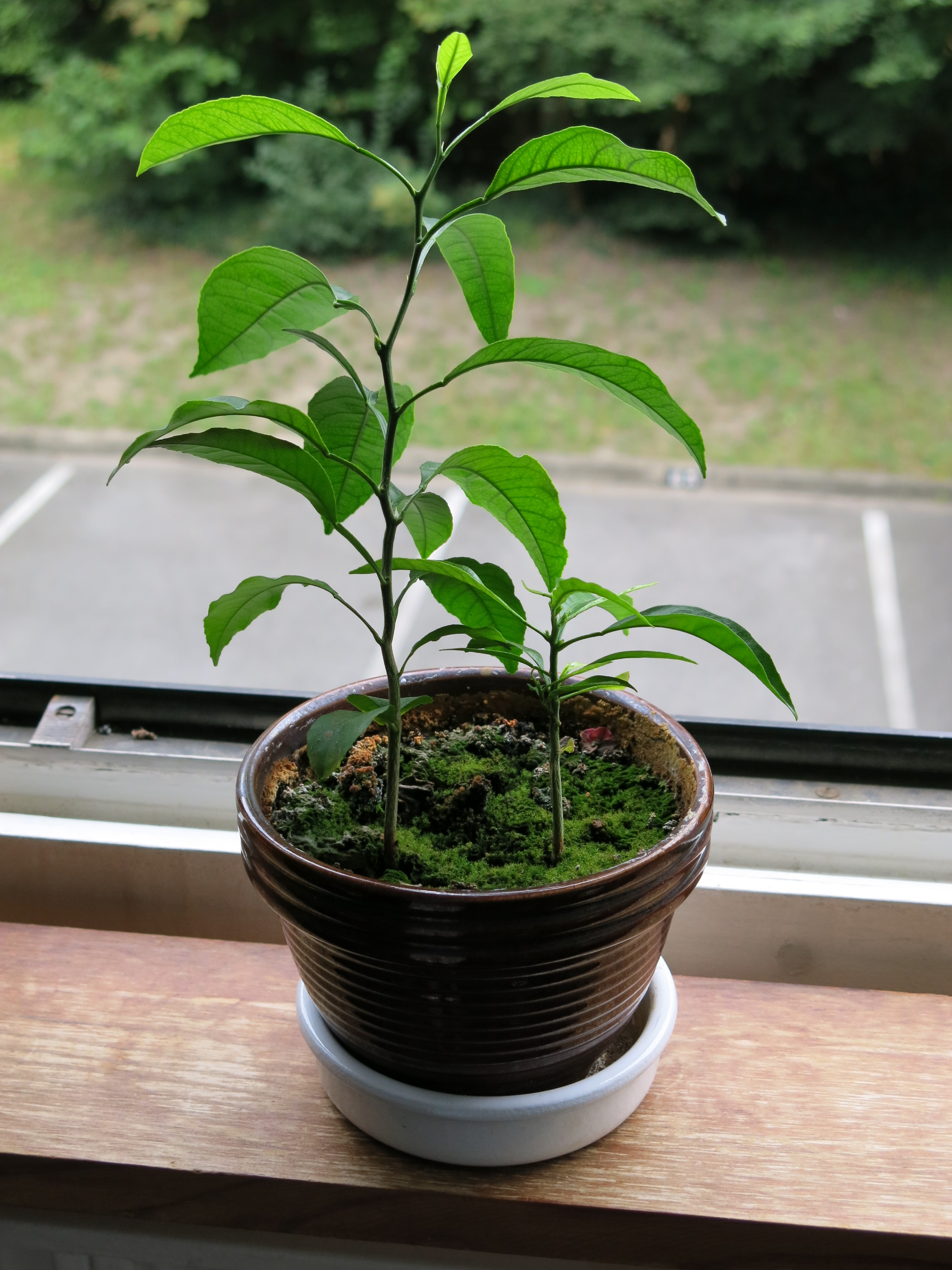
오렌지 묘목 - 잡종이지만, 오렌지는 모계 무성생식을 통해 씨앗에서도 보통 진실하게 자란다.

- 몰타즈 블론드: 북아프리카에서 재배된다
- 몰타즈 오발레: 남아프리카와 캘리포니아에서 게어리의 오렌지 또는 캘리포니아 지중해 스위트라는 이름으로 재배된다
- 마스: 텍사스, 캘리포니아, 이란에서 재배되며 산성이 비교적 낮다
- 메단: 인도네시아 메단에서 재배된다
- 미드스위트: 플로리다에서 재배되는 이 새로운 재배품종은 중생종(12월부터 3월까지)이며 경쟁 품종인 파인애플보다 추위와 낙과에 더 강하다; 즙의 색깔은 경쟁 품종인 햄린보다 진하다[11]
- 모로 타로코: 이탈리아에서 재배되는 이 품종은 타원형이며 탄젤로와 유사하고 독특한 캐러멜 색상의 내과피를 가지고 있다; 이 색깔은 시트러스에는 일반적으로 발견되지 않지만 붉은색 과일과 꽃에서 흔한 안토카르피움이라는 색소의 결과이다; 원래의 변이는 17세기에 시칠리아에서 발생했다
- 나린자: 인도 남부 안드라에서 재배된다
- 파슨 브라운: 플로리다, 멕시코, 터키에서 재배되며 한때 플로리다의 널리 재배되는 오렌지 주스 오렌지였지만, 더 많은 즙, 더 나은 수확량, 더 높은 산성 및 설탕 함량을 가진 새로운 품종이 개발되면서 인기가 떨어졌다; 1865년 플로리다에서 우연히 생긴 실생으로 유래했다; 열매는 둥글고 중간 크기이며 두껍고 조약돌 같은 껍질과 10~30개의 씨앗을 포함한다; 미국에서 가장 일찍 익는 열매이기 때문에 여전히 재배된다; 텍사스 밸리 지역에서는 보통 9월 초순에,[13] 플로리다에서는 10월 초순부터 1월까지 익는다;[11] 껍질과 즙 색깔이 좋지 않고 즙의 품질도 좋지 않다[13]
- 페라: 브라질에서 재배되며 브라질 감귤 산업에서 매우 인기가 높으며 2005년에 750만 미터톤을 생산했다
- 페라 코로아: 브라질에서 재배된다
- 페라 나타우: 브라질에서 재배된다
- 페라 리오: 브라질에서 재배된다
- 파인애플: 북미, 남미, 인도에서 재배된다
- 폰티아낙: 특히 인도네시아 폰티아낙에서 재배되는 타원형 오렌지
- 프리미어: 남아프리카에서 재배된다
- 로드 레드: 발렌시아 오렌지의 변이이지만 과육 색깔이 더 강하다; 발렌시아보다 즙이 많고 산성 및 비타민 C가 적다; 1955년 폴 로드가 플로리다 세브링 근처의 과수원에서 발견했다
- 로블: 1851년 조셉 로블이 스페인에서 현재 플로리다 탬파의 로블스 공원이 있는 그의 농장으로 처음 선적했다; 높은 당분 함량으로 유명하다
- 퀸: 남아프리카에서 재배된다
- 살루스티아나: 북아프리카에서 재배된다
- 사트구디: 인도 남부 타밀나두에서 재배된다
- 셀레타, 셀렉타: 호주와 브라질에서 재배되며 산성이 높다
- 샤무티 마스리: 이집트에서 재배된다; 샤무티보다 더 풍부한 품종이다
- 선스타: 플로리다에서 재배되는 이 새로운 재배품종은 중생종(12월부터 3월까지)이며 경쟁 품종인 파인애플보다 추위와 낙과에 더 강하다; 즙의 색깔은 경쟁 품종인 햄린보다 진하다[11]
- 토망고: 남아프리카에서 재배된다
- 베르나: 알제리, 멕시코, 모로코, 스페인에서 재배된다
- 비시에다: 알제리, 모로코, 스페인에서 재배된다
- 웨스틴: 브라질에서 재배된다
- 사도아이 오렌지: 베트남에서 재배된다

## 같이 보기
- 캘리포니아 감귤 역사 공원
- 엘리자 티벳츠
- 라라하
- 어머니 오렌지 나무
- 미드나이트 발렌시아 오렌지